# Cerkiew Podniesienia Krzyża Świętego w Dubiecku
Cerkiew Podniesienia Krzyża Świętego w Dubiecku – murowana parafialna cerkiew greckokatolicka, znajdująca się w Dubiecku.
Cerkiew została zbudowana w 1927, na miejscu wcześniejszej, drewnianej cerkwi z 1774, odnowionej w 1879. Po wojnie była wykorzystywana jako magazyn. W latach 90. XX wieku została odzyskana przez Cerkiew Greckokatolicką i została użyczona na Kresowy Dom Sztuki na organizowanie galerii i wystaw. 
Staraniem Towarzystwa Przyjaciół Ziemi Dubieckiej wykonano prace zmierzające do zachowania substancji budynku i jej częściowej renowacji. Zgodnie  z zamysłem stowarzyszenia, obiekt ten z poszanowaniem jego sakralnego charakteru, funkcjonuje od 12 września 2004 r. jako Kresowy Dom Sztuki. 
Otwarcie Kresowego Domu Sztuki zainaugurowała wystawa pt.: „Dubiecko – spotkanie trzech kultur i religii”. Od tamtej pory galeria służy jako miejsce spotkań przeszłości z teraźniejszością i przestrzeń wydarzeń kulturalnych.
Parafia należała do greckokatolickiego dekanatu birczańskiego, po I wojnie światowej do dekanatu pruchnickiego. W 1863 została podzielona na dwie niezależne parafie – w Dubiecku i Ruskim Siole.

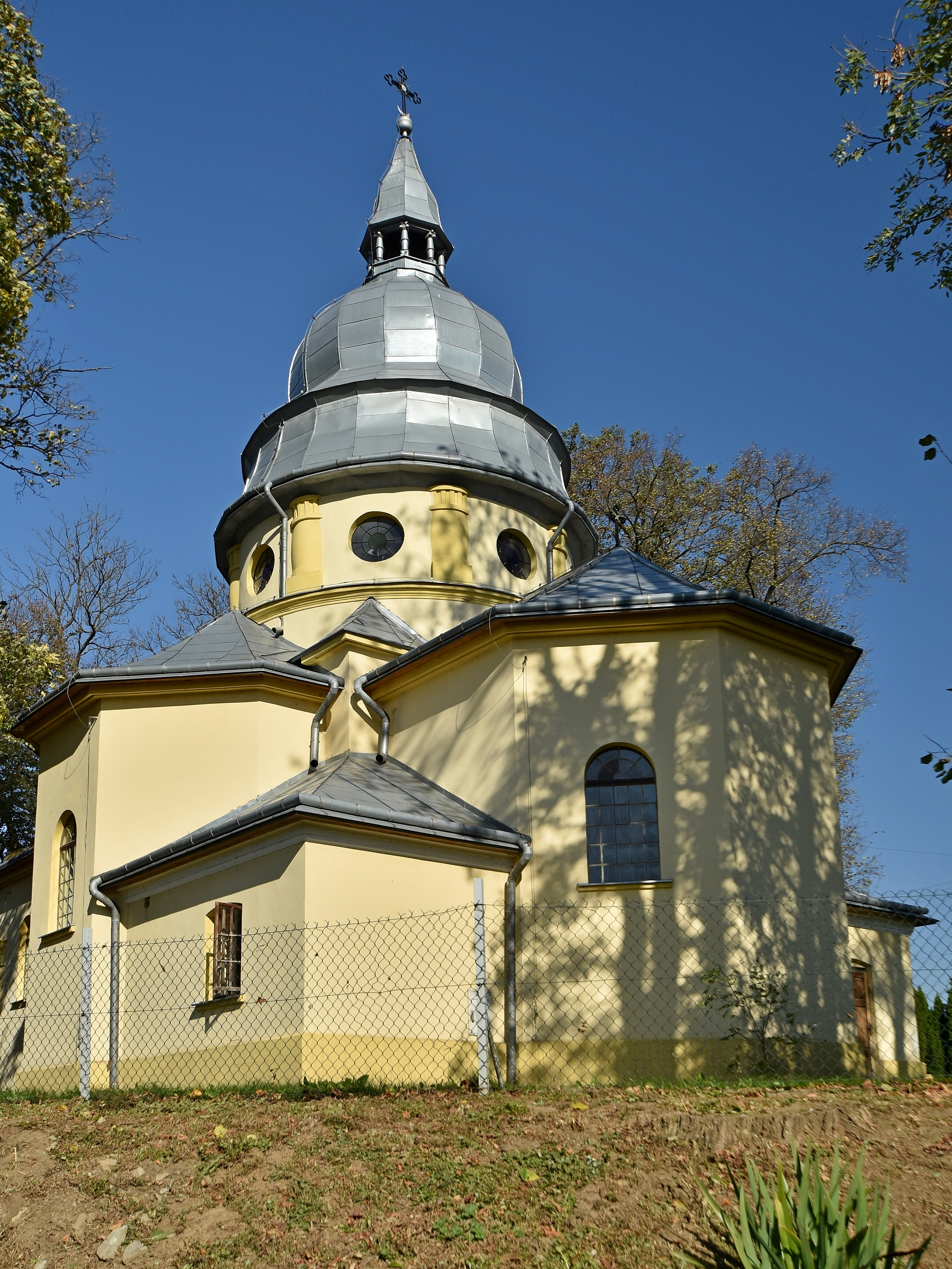
Elewacja południowa
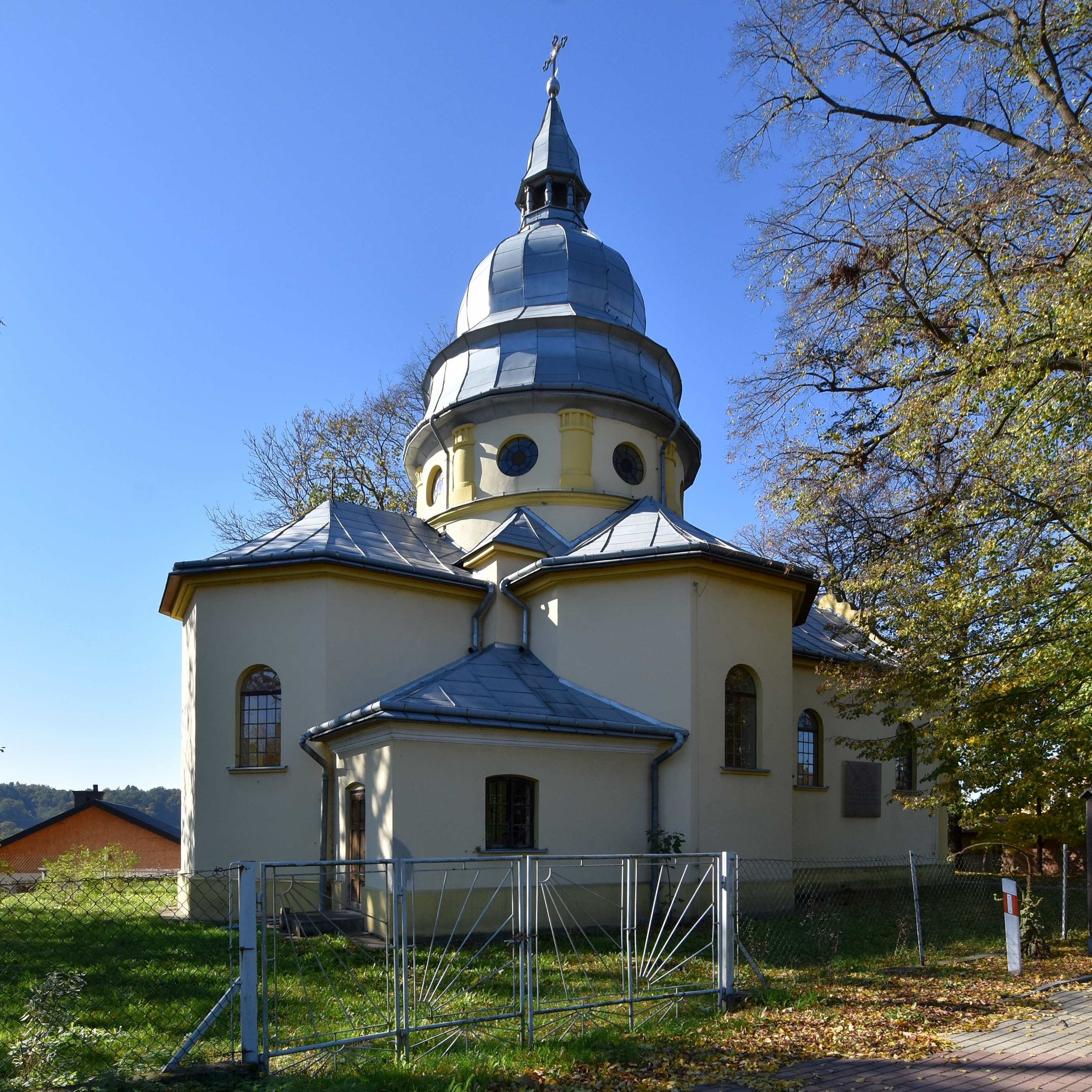
Elewacja północna
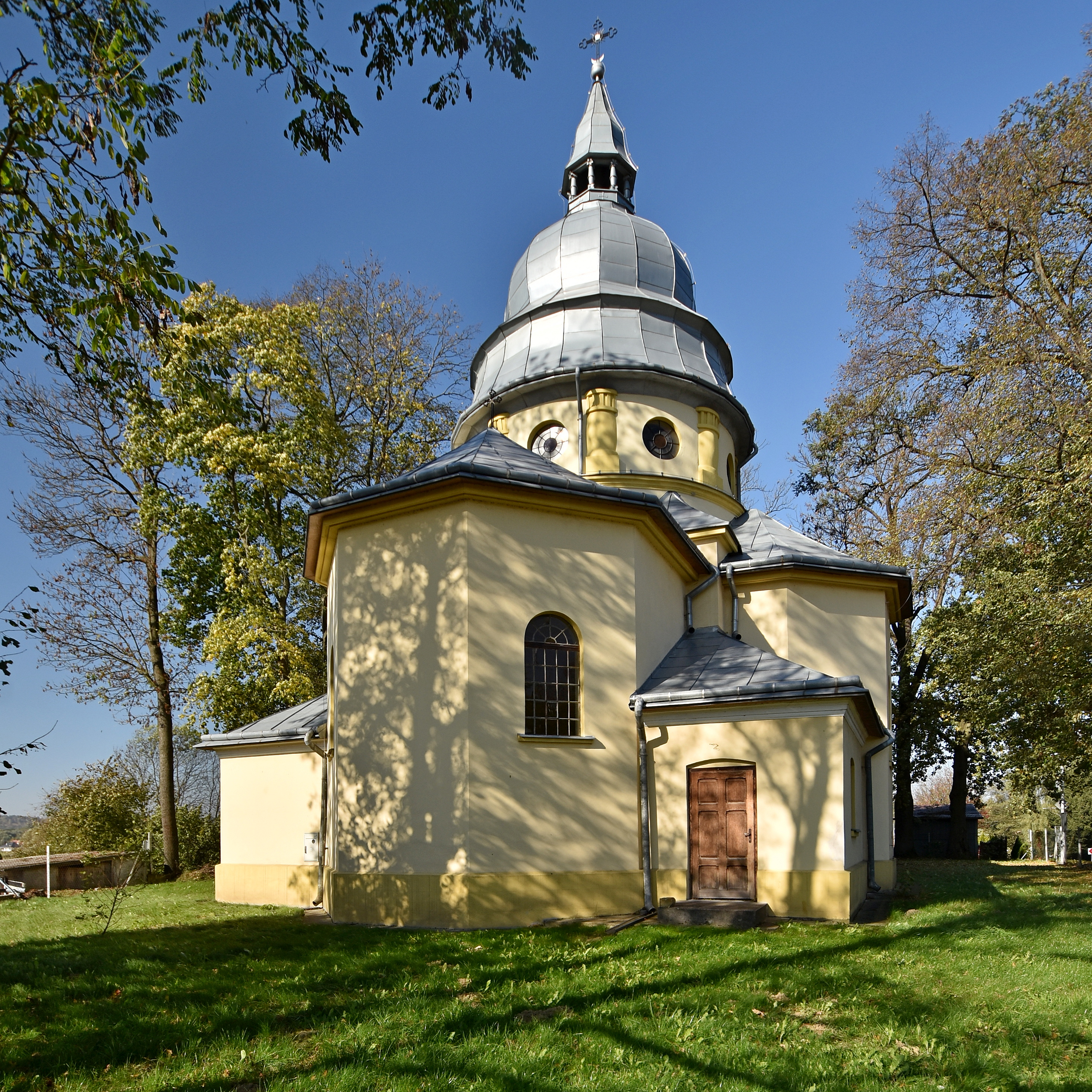
Widok od strony prezbiterium